# Eoherpeton
Eoherpeton watsoni, Eoherpetontidae
Famille
Genre
Espèce
Eoherpeton est un genre fossile de reptiles du sous-ordre également éteint des Embolomeri, le seul de la famille des Eoherpetontidae. Il a vécu en Écosse au Carbonifère durant les âges du Serpukhovien et du Bashkirien, il y a entre environ 331 et 315 millions d'années. Une seule espèce est connue, Eoherpeton watsoni.

## Étymologie
Son nom spécifique, watsoni, lui a été donné en l'honneur de David Meredith Seares Watson, qui a fourni la première description de l'holotype.
Le nom du genre Eoherpeton a été choisi pour rappeler la proximité de celui-ci avec les genres Palaeoherpeton et Eogyrinus

## Publication originale
- (en) Alec Leonard Panchen, « A New Genus and Species of Anthracosaur Amphibian from the Lower Carboniferous of Scotland and the Status of Pholidogaster pisciformis Huxley », Philosophical Transactions of the Royal Society of London. Series B, Biological Sciences, vol. 269, no 900,‎ 9 janvier 1975, p. 581-637 (ISSN 0080-4622 et 2054-0280, DOI 10.1098/RSTB.1975.0002, lire en ligne).